# Paco el ministro
Paco el Ministro es una serie de historietas creada por Alfons López para la revista semanal "El Jueves", y publicada en ella desde 1989 hasta 1992. La serie es una sátira del poder oficial y un reflejo de la hipocresía de los gobernantes y los aspirantes al gobierno.

## Argumento
El protagonista, que visualmente es una caricatura del actor Antonio Resines, comienza su carrera hasta el gobierno siendo uno de los afiliados en masa al PSOE poco antes de ganar este las elecciones generales de 1982: se afilian su esposa y él porque ella le dice que al ver como candidato a Felipe González ha sentido algo que "ha sido así como un pálpito", y empiezan a acudir a las manifestaciones convocadas por ese partido aunque no sepan qué se reivindica, ya que lo importante es ser visto coreando las consignas.